# Victor Leandro Bagy
Victor Leandro Bagy, detto Victor (Santo Anastácio, 21 gennaio 1983), è un ex calciatore brasiliano, di ruolo portiere.

## Carriera

### Club
Cresciuto nei settori giovanili di São Paulo e Paulista, esordì tra i professionisti nel 2002 proprio con il Paulista. Nel 2005 vinse la Copa do Brasil, successo che attirò l’attenzione di club di livello nazionale.
Nel gennaio 2008 passò al Grêmio, dove si impose subito come titolare. In due stagioni fu nominato miglior portiere del campionato con il Prêmio Craque do Brasileirão (2008 e 2009) e vinse la Bola de Prata nel 2009.
Nel 2012 fu acquistato dall’Atlético Mineiro, con cui conquistò la Copa Libertadores nel 2013, risultando decisivo nei quarti di finale contro il Tijuana con una parata all’ultimo minuto su calcio di rigore. Nello stesso anno fu eletto miglior portiere della competizione. Con il Galo vinse anche la Recopa Sudamericana 2014, la Copa do Brasil 2014 e cinque Campeonati Mineiros (2013, 2015, 2017, 2020, 2021). Si ritirò nel 2021.

### Nazionale
Victor debuttò con la nazionale brasiliana il 10 giugno 2010 in amichevole contro la Tanzania. Convocato per la Copa delle Confederazioni 2009, la Copa América 2011 e la Coppa del Mondo 2014, totalizzò 6 presenze ufficiali.

## Palmarès

### Club
- Paulista
  - Copa do Brasil: 2005
- Atlético Mineiro
  - Copa Libertadores: 2013
  - Recopa Sudamericana: 2014
  - Copa do Brasil: 2014
  - Campeonato Mineiro: 2013, 2015, 2017, 2020, 2021

### Nazionale
- Brasile
  - FIFA Confederations Cup: 2009

### Individuale
- Prêmio Craque do Brasileirão – miglior portiere: 2008, 2009
- Bola de Prata: 2009
- Miglior portiere della Copa Libertadores: 2013

## Statistiche

### Presenze e reti nei club
Dati aggiornati al termine della carriera.
| Club             | Stagione  | Presenze | Reti |
| ---------------- | --------- | -------- | ---- |
| Paulista         | 2002–2007 | 220      | 0    |
| Grêmio           | 2008–2012 | 271      | 0    |
| Atlético Mineiro | 2012–2021 | 318      | 0    |